# Köpenhamns synagoga
Köpenhamns synagoga (danska: Københavns Synagoge), även kallad Köpenhamns stora synagoga, är en synagoga i Indre By i Köpenhamn i Danmark. Synagogan färdigställdes 1833 och är ritad av den tyskfödde arkitekten Gustav Friedrich Hetsch.
Den 15 februari 2015 inträffade ett skottdrama vid synagogan i vilken en judisk man, som var medlem i den judiska församlingen och som vid tillfället arbetade som vakt vid synagogan, dödades och två danska poliser skadades.